# Saung
De saung of saung-gauk, Birmese harp, Birmaharp is een boogharp die gebruikt wordt in traditionele Birmese muziek.  